# Verwaltungsgemeinschaft Schkölen
Die Verwaltungsgemeinschaft Schkölen lag im thüringischen Saale-Holzland-Kreis. Ihr gehörten die Stadt Schkölen und acht Gemeinden an. Sitz war in Schkölen.

## Gemeinden
- Dothen
- Graitschen auf der Höhe
- Hainchen
- Mertendorf
- Nautschütz
- Rockau
- Schkölen, Stadt und Verwaltungssitz
- Thierschneck
- Wetzdorf

## Geschichte
Die Verwaltungsgemeinschaft wurde am 4. April 1991 gegründet. Die Auflösung erfolgte am 31. Dezember 1996. Mit Wirkung zum 1. Januar 1997 wurde aus den Mitgliedsgemeinden die neue Stadt Schkölen gebildet. Die Gemeinden Mertendorf und Thierschneck blieben dagegen selbstständig. Für Erstere wurde Eisenberg erfüllende Gemeinde; Letztere wurde in die Verwaltungsgemeinschaft Camburg eingegliedert.